# Kirche Ottendorf (Bahretal)

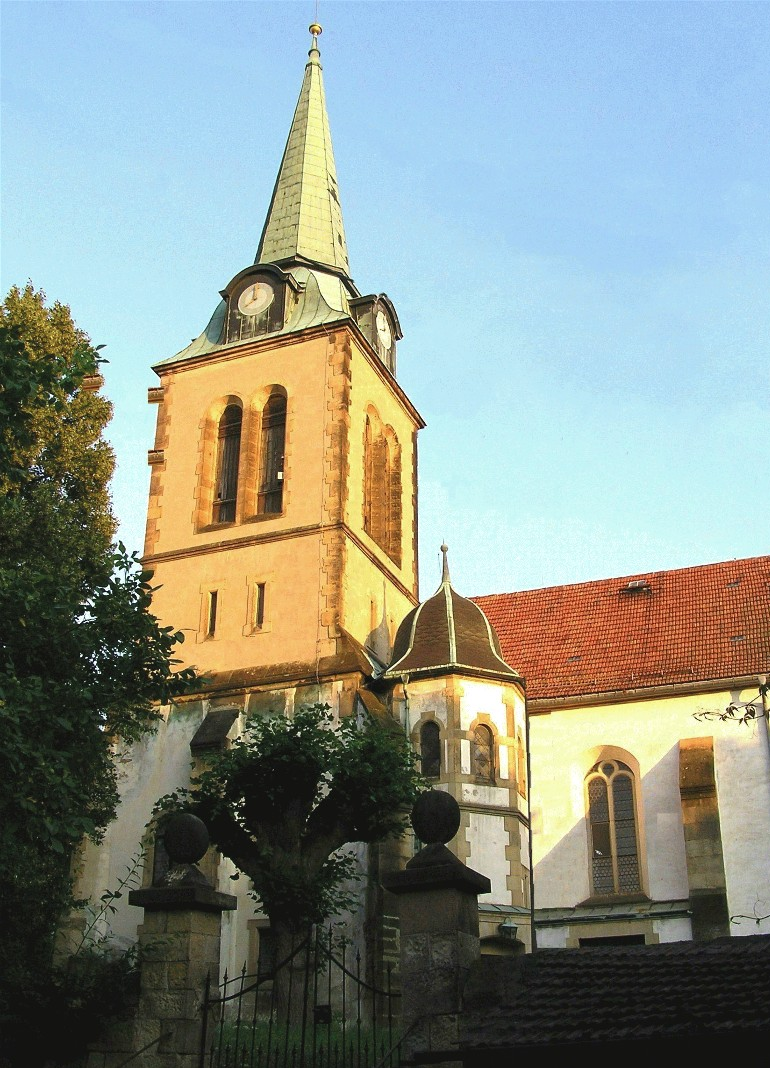
Kirche Ottendorf

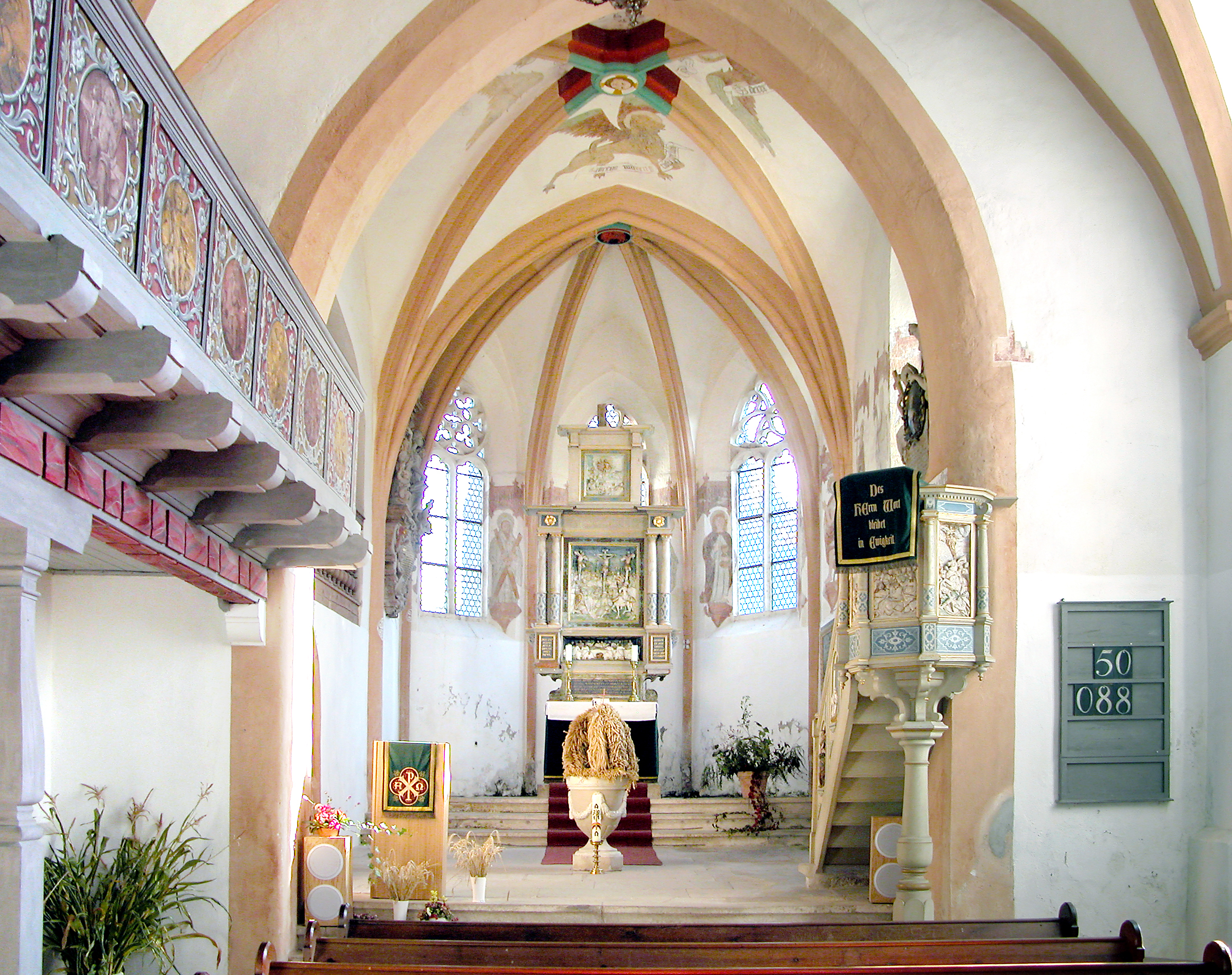
Innenansicht zum Altar

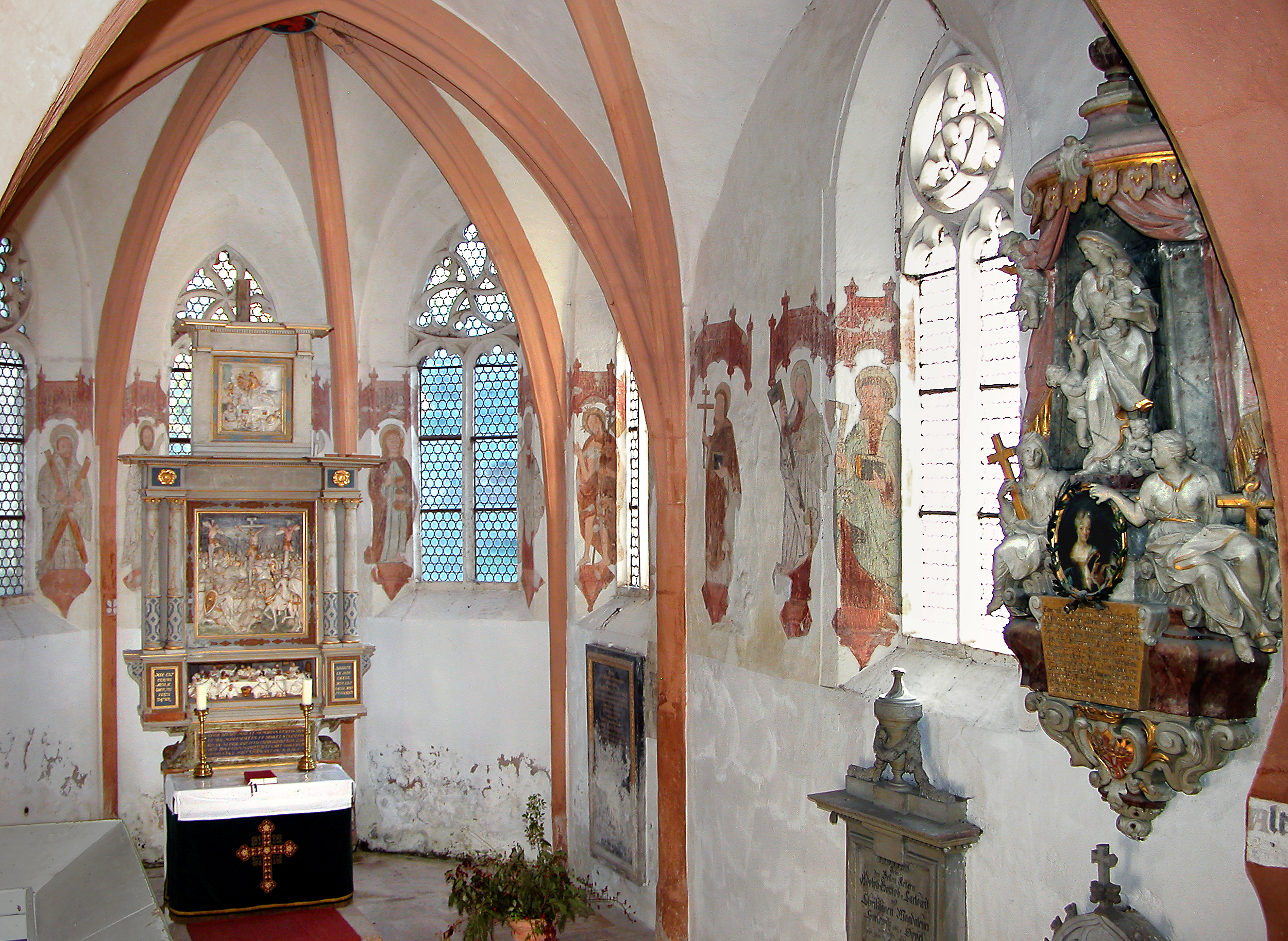
Chor mit Altar

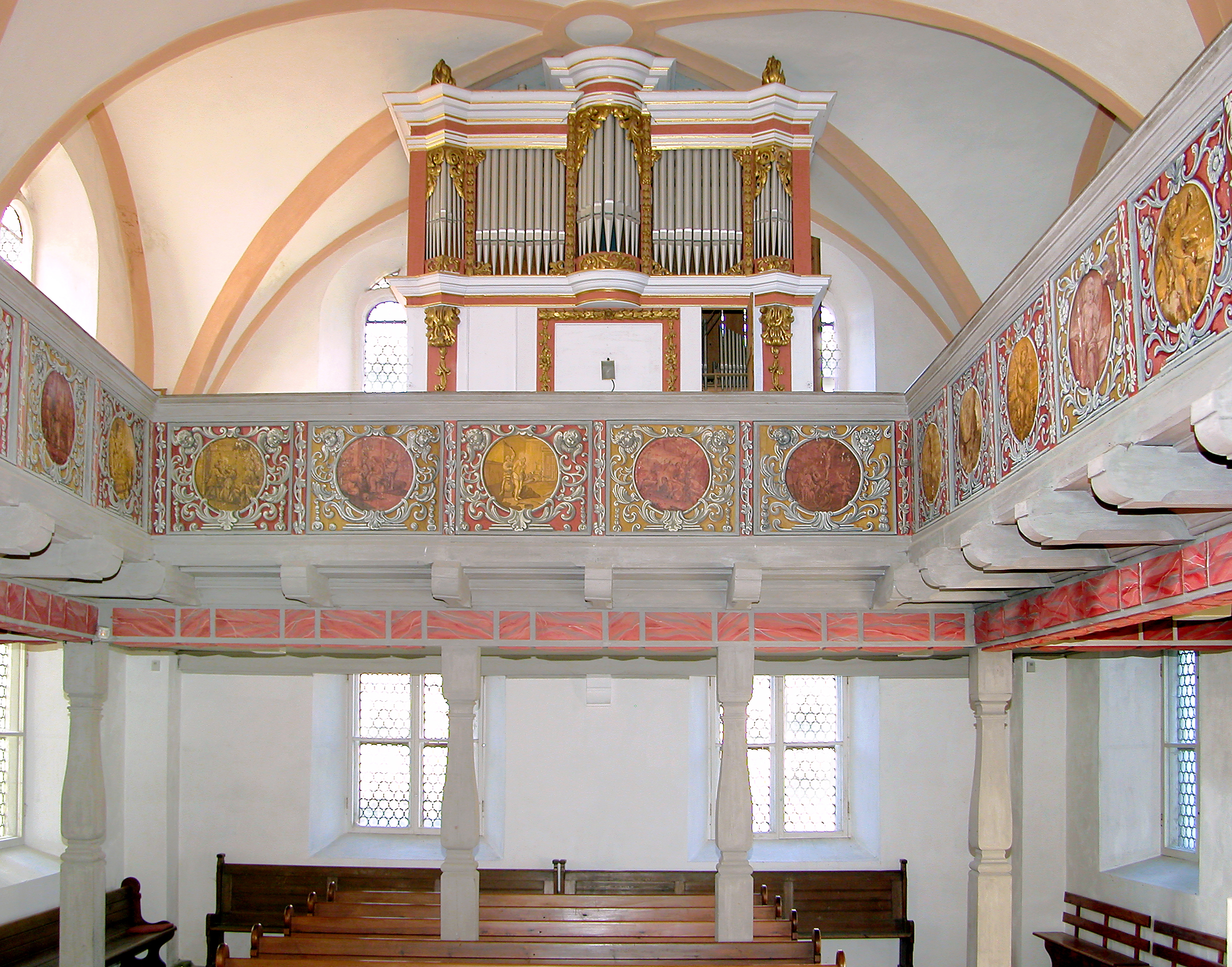
Innenansicht zur Orgel

Die evangelische Kirche Ottendorf ist eine gotische Saalkirche im Ortsteil Ottendorf von Bahretal im Landkreis Sächsische Schweiz-Osterzgebirge in Sachsen. Sie gehört zur Kirchengemeinde Liebstadt-Ottendorf im Kirchenkreis Pirna der Evangelisch-Lutherischen Landeskirche Sachsens.

## Geschichte und Architektur
Die Saalkirche vom Ende des 14. Jahrhunderts ist mit einem eingezogenen Chor mit Fünfachtelschluss versehen, an der Nordseite ist ein Chorwinkelturm angebaut. Eine Restaurierung erfolgte in den Jahren 1974/781. Das Äußere ist durch Strebepfeiler gegliedert, die Chorfenster sind mit reichem zierlichem Maßwerk vom Ende des 14. Jahrhunderts versehen, die rundbogigen Fenster des Schiffes mit nachgotischem Maßwerk. Der wuchtige Turm ist mit hohen, paarig angeordneten rundbogigen Schallöffnungen im obersten Geschoss ausgestattet, endet in einer pyramidal geschlossenen Haube aus dem Jahr 1900 und ist mit uhrentragenden Dachgauben gestaltet.
Der Chor ist über Stufen erhöht und mit weit herabgezogenen Kreuzrippengewölben auf Diensten geschlossen. Die Kreuzrippengewölbe des zweijochigen Saals wurden im Jahr 1698 erneuert. Im Chor sind Wandgemälde der Apostel und Evangelisten aus der Zeit um 1500 zu sehen, die im Jahr 1975 freigelegt wurden. Die Emporenbrüstungen sind mit wertvollen, in gelb/rot gemalten biblischen Szenen in Medaillonform vom Ende des 17. Jahrhunderts ausgestaltet.

## Ausstattung
Das Hauptstück der Ausstattung ist ein im Jahr 1591 gestifteter Altar mit paarigen Säulen; die Holzreliefs sind Werke von Franz Diterich dem Älteren, mit Darstellungen des Abendmahls, der Kreuzigung und Auferstehung Christi. Die ebenfalls aus dem Jahr 1591 überlieferte Kanzel wurde vom gleichen Künstler mit Reliefs gestaltet, welche die Himmelfahrt Christi, Pfingsten, die Bekehrung des Paulus und das Weltgericht darstellen. Der schlichte klassizistische Taufstein ist aus Sandstein gefertigt.
Ein Tafelbild des Hans von Lindenau wurde im Jahr 1581 von Lucas Cranach dem Jüngeren geschaffen und im Jahr 1993 restauriert. Unter den Grabmälern sind spätgotische Wappensteine am Außenbau zu erwähnen. Im Chor und im Schiff sind je zwei aufwendig gestaltete, prunkvolle Epitaphien für die Familie von Carlowitz aus den Jahren 1723 und 1728 mit Skulpturen von Tugenden zu nennen.
Die Orgel in barockem Prospekt ist ein Werk von Johannes Jahn aus dem Jahr 1900.